# Fernanda Montemor
Fernanda Janeira de Sobral Pereira, mais conhecida pelo nome artístico Fernanda Montemor (4 de abril de 1935 - 26 de março de 2015), foi uma actriz portuguesa.

## Biografia
Estreou-se no Teatro Ginásio na Companhia de Alves da Cunha, tendo depois integrado o Teatro do Povo, dirigido por Francisco Ribeiro. 
A partir de 1956 trabalhou no Trindade com Orlando Vitorino e Azinhal Abelho tendo interpretado Lorca, Tchékhov, Gogol, Gil Vicente, Shakespeare, Sheridan, Bernard Shaw, Kleist. 
Participou em dezenas de peças no Teatro do Gerifalto. 
Em 1973 integra o elenco do Teatro Estúdio de Lisboa, dirigido por Luzia Maria Martins, com interpretações em peças de Edward Bond, Luzia Maria Martins, David Hare, Vaclav Havel, Edward Albee, Simon Gray e Lillian Helmann. Trabalhou ainda com encenadores como Artur Ramos, Adolfo Marsillach, Fernando Gusmão, Peter Kleiwert/Peter Shroeder, Joaquim Benite, João Lourenço, Blanco Gil, Fernanda Lapa, António Feio, Castro Guedes. 
Durante seis temporadas integrou o elenco do Teatro Infantil de Lisboa sob direcção de Fernando Gomes. 
Nos últimos anos participou em Hedda Gabler de Ibsen, encenação de Juvenal Garcês, Night Mother de Marsha Norman, encenação de Celso Cleto e Elefantes no Jardim de Virgílio Almeida, encenação de Teresa Sobral. 
Foi uma das pioneiras da televisão em Portugal, tendo interpretado em directo várias peças de teatro, das quais destaca textos de Synge, Dickens, Molière, Marivaux, Vasco Mendonça Alves, Gil Vicente, Ricardo Alberty, William Shakespeare, Jean Giraudoux, Ben Jonson e Marcel Pagnol. Participou nas séries Zé Gato e Duarte e Companhia e no programa infantil Rua Sésamo.

### Actividade Política
Fernanda Montemor foi uma opositora ao regime fascista do Estado Novo e militante do Partido Comunista Português.

## Televisão
- 1957 - Cavalgada Para o Mar
- 1957 - A Continuação da Comédia
- 1958 - O Rei Veado
- 1958 - O Doente Imaginário
- 1959 - O Cúmulo da Embirração
- 1959 - Balada de Natal
- 1960 - Uma Noite de Paz
- 1960 - À Porta da Rua
- 1960 - Auto de Quixote
- 1960 - O Grilo da Lareira
- 1961 - Chamada de Toda a Gente
- 1961 - A Noiva do Mar
- 1961 - Três Histórias Perigosas
- 1963 - Um Quarto Com Vista Para o Mar
- 1963 - Noite de Reis
- 1975 - Lisboa 72-74
- 1977 - O Escritório
- 1978 - Flores de Papel
- 1979/1980 - Zé Gato
- 1983 - A Louca de Chaillot
- 1988 - Topaze
- 1989/1990 - Ricardina e Marta
- 1990/1992 - Rua Sésamo
- 1991 - Um Amor Feliz
- 1993/1994 - Sozinhos em Casa
- 2000/2001 - Super Pai
- 2002/2003 - Amanhecer
- 2004/2005 - Ana e os Sete
- 2010 - Noite Sangrenta

## Teatro
- A Menina Está Louca - Teatro Apolo
- 1955 - "Yerma" - Teatro da Trindade[3]
- 1965 - "Farsa de Inês Pereira" - Teatro da Trindade[4]
- 1970 - "O Inocente" - Teatro Maria Matos[5]
- 1972 - "O Tartufo" - Teatro Villaret[6]
- 1988 - Orquídeas à Luz da Lua - Teatro Ibérico[7]
- 1990 - A Birra do Morto - Companhia Teatral do Chiado
- 1992 - O Verdadeiro Oeste - Auditório de Benfica
- 1994 - Cinderella - Revista à Portuguesa - Teatro Infantil de Lisboa
- 1994 - Pinóquio - Teatro Infantil de Lisboa
- 2005 - "A Mais Velha Profissão" - Teatro Nacional D. Maria II[8]

## Prémios e Reconhecimentos
- Em 2023 a Câmara Municipal de Lisboa aprovou a inserção do seu nome na toponímia da cidade.[9]